# Finty Dicka a Jane
Finty Dicka a Jane (v anglickém originále Fun with Dick and Jane) je americká filmová komedie z roku 2005. Režisérem filmu je Dean Parisot. Hlavní role ve filmu ztvárnili Jim Carrey, Téa Leoni, Alec Baldwin, Richard Jenkins a Angie Harmon.

## Obsazení
| Jim Carrey           | Dick Harper      |
| Téa Leoni            | Jane Harper      |
| Alec Baldwin         | Jack McCallister |
| Richard Jenkins      | Frank Bascombe   |
| Angie Harmon         | Veronica Cleeman |
| John Michael Higgins | Garth            |
| Richard Burgi        | Joe Cleeman      |
| Carlos Jacott        | Oz Peterson      |